# Gary Burghoff
Gary Rich Burghoff (Bristol, 24 maggio 1943) è un attore televisivo statunitense noto per l'interpretazione del caporale Walter "Radar" O'Reilly nel film M*A*S*H, ruolo che riprese nella serie omonima.

## Filmografia parziale

### Cinema
- M*A*S*H, regia di Robert Altman (1970)
- Posso, me lo permette il fisico (B.S. I Love You), regia di Steven Hilliard Stern (1971)
- La grande giornata di Babbo Natale (The Man in the Santa Claus Suit), regia di Corey Allen (1979)
- Casino, regia di Don Chaffey (1980)

### Televisione
- NET Playhouse – serie TV, un episodio (1967)
- The Good Guys – serie TV, un episodio (1969)
- Reporter alla ribalta (The Name of the Game) – serie TV, un episodio (1970)
- M*A*S*H – serie TV, 180 episodi (1972-1979)
- Love, American Style – serie TV, 2 (1973)
- Insight – serie TV, 2 episodi (1974-1975)
- Match Game – serie TV, 140 episodi (1974-1981)

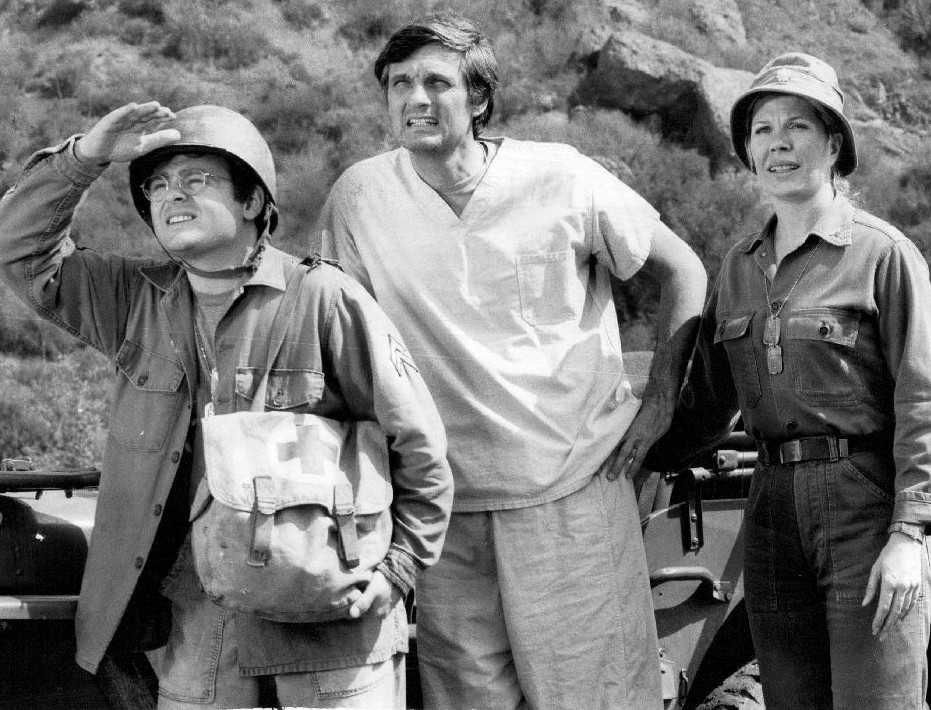
Gary Burghoff (a sinistra) assieme a Alan Alda e Loretta Swit

- Ellery Queen – serie TV, un episodio (1976)
- Love Boat – serie TV, 2 episodi (1977-1981)
- Fantasilandia (Fantasy Island) – serie TV, un episodio (1978-1980)
- Wonder Woman – serie TV, un episodio (1978)
- Il brivido dell'imprevisto (Tales of the Unexpected) – serie TV, un episodio (1981)
- AfterMASH – serie TV, 2 episodi (1984)
- La legge di Burke (Burke's Law) – serie TV, un episodio (1995)

## Doppiatori italiani
Nelle versioni in italiano delle opere in cui ha recitato, Gary Burghoff è stato doppiato da:
- Oreste Lionello in M*A*S*H (film), M*A*S*H (parte degli episodi delle stagioni 1-3)
- Marco Guadagno in M*A*S*H (parte degli episodi delle stagioni 4-5, stagioni 6-8, episodi 1x01, 1x02, 3x08)
- Roberto Del Giudice in M*A*S*H (parte degli episodi delle stagioni 1-5)
- Piero Tiberi in Ellery Queen
- Nino Scardina in Love Boat